# Arebius petrovius
Arebius petrovius är en mångfotingart som beskrevs av Chamberlin 1947. Arebius petrovius ingår i släktet Arebius och familjen stenkrypare. Inga underarter finns listade i Catalogue of Life.